# Air Malta

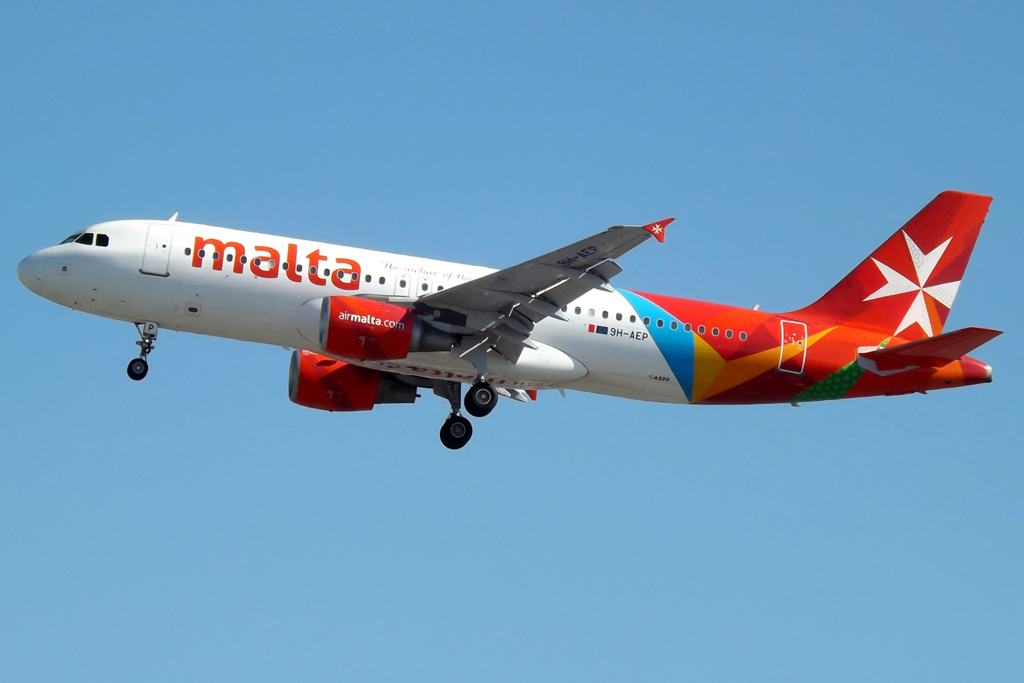
Air Malta Airbus A320-200

Air Malta – maltańskie narodowe linie lotnicze, działające w latach 1973–2024.

## Historia
Air Malta została utworzona uchwałą parlamentu maltańskiego 21 marca 1973 i zarejestrowana jako firma 9 dni później. Dzień wcześniej premier Malty jako minister lotnictwa cywilnego przyznał nowo powstałej firmie koncesję na przewozy lotnicze, ważną 10 lat począwszy od 1 kwietnia 1973. 
1 kwietnia 1974 Air Malta rozpoczęła loty dwoma samolotami typu Boeing 720B, wydzierżawionymi od Pakistan International Airlines (PIA), do Londynu, Rzymu, Trypolisu, Manchesteru, Frankfurtu nad Menem i Paryża.
Na przełomie 2004–2005 Air Malta posiadała ponad 45 połączeń rejsowych z krajami Europy, Afryki i Bliskiego Wschodu.
30 marca 2024 Air Malta opublikowała informację o zakończeniu działalności. W jej miejsce powstał nowy maltański, narodowy przewoźnik lotniczy KM Malta Airlines.

## Flota
W skład floty Air Malta od momentu powstania w 1973 do zaprzestania działalności w 2024 wchodziło 76 samolotów:
| Samolot             | Samolot  | Okres dostawy | Okres wycofania | Uwagi |
| Model               | Wycofane | Okres dostawy | Okres wycofania | Uwagi |
| ------------------- | -------- | ------------- | --------------- | ----- |
| Airbus A310-200     | 2        | 1994          | 1995-1996       |       |
| Airbus A319-100     | 7        | 2001-2016     | 2001-2019       |       |
| Airbus A320-200     | 17       | 1990-2022     | 1992-2024       |       |
| Airbus A320neo      | 6        | 2018-2023     | 2024            |       |
| BAC 1-11 Series 500 | 1        | 1975          | 1975            |       |
| Boeing 720          | 7        | 1978-1979     | 1987-1988       |       |
| Boeing 737-200      | 9        | 1980-1997     | 1983-2004       |       |
| Boeing 737-300      | 12       | 1993-2003     | 1995-2008       |       |
| Boeing 737-400      | 4        | 1998-1999     | 1998-2000       |       |
| Boeing 737-500      | 1        | 2001          | 2001            |       |
| Boeing 737-700      | 2        | 2000          | 2000            |       |
| BAe 146-200         | 1        | 1993          | 1993            |       |
| BAe Avro RJ70       | 4        | 1994-1995     | 1997-1998       |       |
| BAe ATP             | 1        | 1992          | 1993            |       |
| McDonnell DC-9-30   | 1        | 1979          | 1980            |       |
| McDonnell MD-90     | 1        | 2008          | 2008            |       |